# 诸神的欲望
《诸神的欲望》（日語：神々の深き欲望）1968年11月22日在日本上映的剧情片。

## 剧情
该片根据日本戏剧《被禁忌的海屿》改编而成。
该片讲述了日本南岛上的居民在现代社会的浪潮下，被迫接受先进的生活方式和生产方式的故事。
一群远离文明世界的人生活在日本南岛上。太根吉一家属于岛上祭神巫女的家系，其祖父山盛还有着神与非人的性格。太根吉和妹妹太马的关系有些暧昧，太马却被岛上的头目龙立元强行纳为侍妾。龟太郎是太根吉的儿子，他非常向往都市的文明生活，极度反感岛上的生活习俗，却无法打破岛上的陈规陋习。岛上的人长期以来都靠种甘蔗为生，现在需要建设一个糖厂。东京某技术员到岛上对糖厂的水源问题进行考查，建议以大瀑布为水源，遭到岛上居民的强烈反对。一个资本家想在岛上修建机场，需要太根吉一家搬迁，却被太根吉断然拒绝。祭神之夜，太根吉和妹妹太马划船出海时见到了龙立元的尸体。一群年轻人划着两条船追了上来，龟太郎是其中的一个。他们用船桨打死了太根吉，而太马则被捆到了桅杆之上......

## 演员
| 演员              | 角色     | 备注                                                                 |
| 三国连太郎        | 太根吉   | 主角                                                                 |
| 河原崎長一郎      | 太龜太郎 | 根吉的兒子，向往自由且现代的生活                                     |
| 北村和夫          | 刈谷     | 從東京來的工程師，因為前任工程師島尻失去音訊，而被派去接續他的工作。 |
| 沖山秀子          | 太鳥子   | 龜太郎的妹妹 有智能障礙                                              |
| 松井康子          | 太马     | 根吉的妹妹、竜的小妾 在島上擔任女巫                                  |
| 加藤嘉            | 竜立元   | 也称龙立元，島上的區長兼製糖廠廠長                                   |
| 小松方正          | 島尻     | 在刈谷之前來到島上的工程師，在東京已經有了妻子，還是娶了島上的女人。 |
| 细川千贺子        | 東夫人   | 刈谷公司的老闆娘 刈谷的岳母                                          |
| 扇千景 (特別演出) | 刈谷夫人 | 刈谷的妻子 東夫人的女兒                                              |
| 殿山泰司          | 比嘉     | 從沖繩本島來的行商人                                                 |
| 嵐寬壽郎          | 太山盛   | 根吉的父親 巫師家族太家族的家長 和女兒亂倫生下了根吉                 |

## 获奖
该片参加了昭和四十三年（1968年）艺术节。
该片是日本向第四十二届奥斯卡奖最佳外语片奖项提交的影片，但并未获得提名。
该片也是1969年“每日电影竞赛”三个大奖获得者：最佳电影，最佳编剧，最佳男配角。